# Thomaston (Alabama)
Thomaston é uma cidade  localizada no estado americano de Alabama, no Condado de Marengo.

## Demografia
Segundo o censo americano de 2000, a sua população era de 383 habitantes.
Em 2006, foi estimada uma população de 376, um decréscimo de 7 (-1.8%).

## Geografia
De acordo com o United States Census Bureau, a localidade tem uma área de 5,2 km², sem área coberta por água.

## Localidades na vizinhança
O diagrama seguinte representa as localidades num raio de 32 km ao redor de Thomaston.